# Union sportive nœuxoise
L'Union sportive nœuxoise, abrégée en US nœuxoise et aussi appelée US Nœux-les-Mines, est un club de football français situé à Nœux-les-Mines.
Pendant la période allant de 1976 à 1983, le club a participé à six saisons de la Division 2, évoluant en tant que club professionnel à l'exception de la saison 1978-1979, durant laquelle le club nœuxois a évolué en Division 3.

## Historique
En 1912, Camille Tisserand (1875-1925), ancien lieutenant du 73e Régiment d'Infanterie de Béthune, s'installe dans la commune. Passionné de football, il dirige l'équipe de la Patriote des Mineurs de Nœux, s'occupant de la structure, des finances, et jouant lui-même. À l'époque, il n'y a pas de championnat, seulement des matchs contre les communes voisines.
En 1920, le club s'affilie à la Fédération française de football, et participe au championnat de la Ligue du Nord-Pas-de-Calais dès la saison suivante.
En 1936, Adolphe Leroy, gérant des magasins "Stocks Américains", qui deviendront les magasins Leroy-Merlin à partir de 1960, s'implique dans l'animation sportive et culturelle de la ville de Nœux-les-Mines et devient le mécène du club.
En 1941, Raymond Kopa, signe sa première licence à l'US Nœux-les-Mines, avant de partir en 1949 pour le SCO d'Angers.
Entre 1950 et 1971, le club connaît plusieurs promotions et rétrogradations entre les différents championnats amateurs de la région.
En 1976, le club accède à la Division 2 pour la première fois de son histoire en remportant le titre de champion de France de Division 3. En 1977, L'US Nœux finit à la neuvième place de D2 mais connaîtra une relégation au niveau inférieur au cours de l'année 1978. Gérard Houiller prend la direction de l'équipe nœuxoise en 1978 et obtient la promotion du club en Division 2 en remportant le groupe Nord de Division 3 en 1979.
Entre 1979 et 1982, le club réussit à se maintenir en Division 2 et connaît quelques exploits. En 1981, le club finit à la deuxième place de son championnat, qualifiant l'équipe pour le barrage d'accession à la Division 1 face au Toulouse Football Club. Vainqueurs sur le score de 2 à 0 lors du match aller, les nœuxois se rendent au Stadium municipal de Toulouse pour le match retour. L'US Nœux est finalement défait sur le score de 5 à 0 et reste en deuxième division.
En 1982, l'équipe excelle en Coupe de France. Lors des 32èmes de finale, l'US Nœux sort le FC Nantes (D1) au Stade Félix Bollaert de Lens. En 16ème de finale, les nœuxois sont éliminés par le Paris Saint-Germain, vainqueur de cette édition en fin de saison.
À partir de 1982, commence une descente vers les niveaux inférieurs du football français. En 1981, acteur principal de la réussite du club, l'enseigne Leroy-Merlin est rachetée par la famille Mulliez, propriétaire du groupe Auchan. De plus, Bernard Leroy, président de Leroy-Merlin, décède en 1982 d'un accident de la route. Le club perd son mécène, abandonne le statut professionnel dès l'année 1984 et demande sa rétrogradation en Division 3. 
Dans les années 1980, le club descendra jusqu'à la 9e division du football français.
En 2024, le club évolue en Régional 1, correspondant à la 6e division du football en France, et est entraîné par Mimoun Zeggai.

## Palmarès
| Compétitions nationales                                                           | Compétitions régionales                                           |
| --------------------------------------------------------------------------------- | ----------------------------------------------------------------- |
| - Championnat de France D3 - Champion : 1976 - Vainqueur de groupe : 1976 et 1979 | - Division d’Honneur Nord-Pas-de-Calais - Champion : 1949 et 1971 |

## Entraîneurs
| N° | Nom                  | Période     |
| -- | -------------------- | ----------- |
| 1  | Jean Batmale         | 1947 à 1948 |
| 2  | Constant Tison       | 1948 à 1949 |
| 3  | Simon Flak           | 1956 à 1976 |
| 4  | Guy Debeugny         | 1976 à 1978 |
| 5  | Gérard Houllier      | 1978 à 1982 |
| 6  | René Sillou          | 1982 à 1983 |
| 7  | Jean-Claude Devenyns | 1983 à 1986 |
| 8  | Henri Nowak          | 1995 à 2005 |
| 9  | Mickaël Rollin       | 2005 à 2012 |
| 10 | Romain Boulert       | 2012 à 2023 |
| 11 | Mimoun Zeggai        | Depuis 2023 |

## Joueurs
| Clast | Nom                     | Période             | Matchs |
| ----- | ----------------------- | ------------------- | ------ |
| 1     | Jean-Michel Godart      | 1974-1983           | 211    |
| 2     | Augustin Gronier        | 1970-1984           | 194    |
| 3     | Patrick Gosset          | 1975-1983           | 187    |
| 4     | Jean-Claude Dutriaux    | 1977-1983           | 152    |
| 5     | Jacques Cybulski        | 1977-1983           | 132    |
| 6     | Joachim Marx            | 1979-1982           | 102    |
| 7     | Joël Douillet           | 1979-1982           | 100    |
| 8     | Jean Cieselski          | 1976-1980           | 94     |
| 9     | Jean-Jacques Owczarczak | 1970-1980           | 82     |
| 10    | Héctor Resola           | 1973-1974 1977-1981 | 66     |

| Clast | Nom                  | Période             | Buts |
| ----- | -------------------- | ------------------- | ---- |
| 1     | Joachim Marx         | 1979-1982           | 41   |
| 2     | Patrick Gosset       | 1975-1983           | 33   |
| 3     | Héctor Resola        | 1973-1974 1977-1981 | 19   |
| 4     | Daniel Kutermak      | 1981-1983           | 17   |
| 4     | Jacques Cybulski     | 1977-1983           | 17   |
| 6     | Jean-Claude Dutriaux | 1977-1983           | 12   |
| 7     | Jean-Pierre Coppin   | 1971-1979           | 10   |
| 8     | Marc Westerloppe     | 1981-1983           | 8    |
| 9     | Freddy Lefebvre      | 1976-1980           | 7    |
| 9     | Stefan Białas        | 1980-1981           | 7    |